# Phalloniscus baldonii
Phalloniscus baldonii là một loài chân đều trong họ Dubioniscidae. Loài này được Arcangeli miêu tả khoa học năm 1931.